# Dysmachus cinereus
Dysmachus cinereus är en tvåvingeart som först beskrevs av De Geer 1776.  Dysmachus cinereus ingår i släktet Dysmachus och familjen rovflugor.
Artens utbredningsområde är Sverige. Inga underarter finns listade i Catalogue of Life.